# Vakizasi

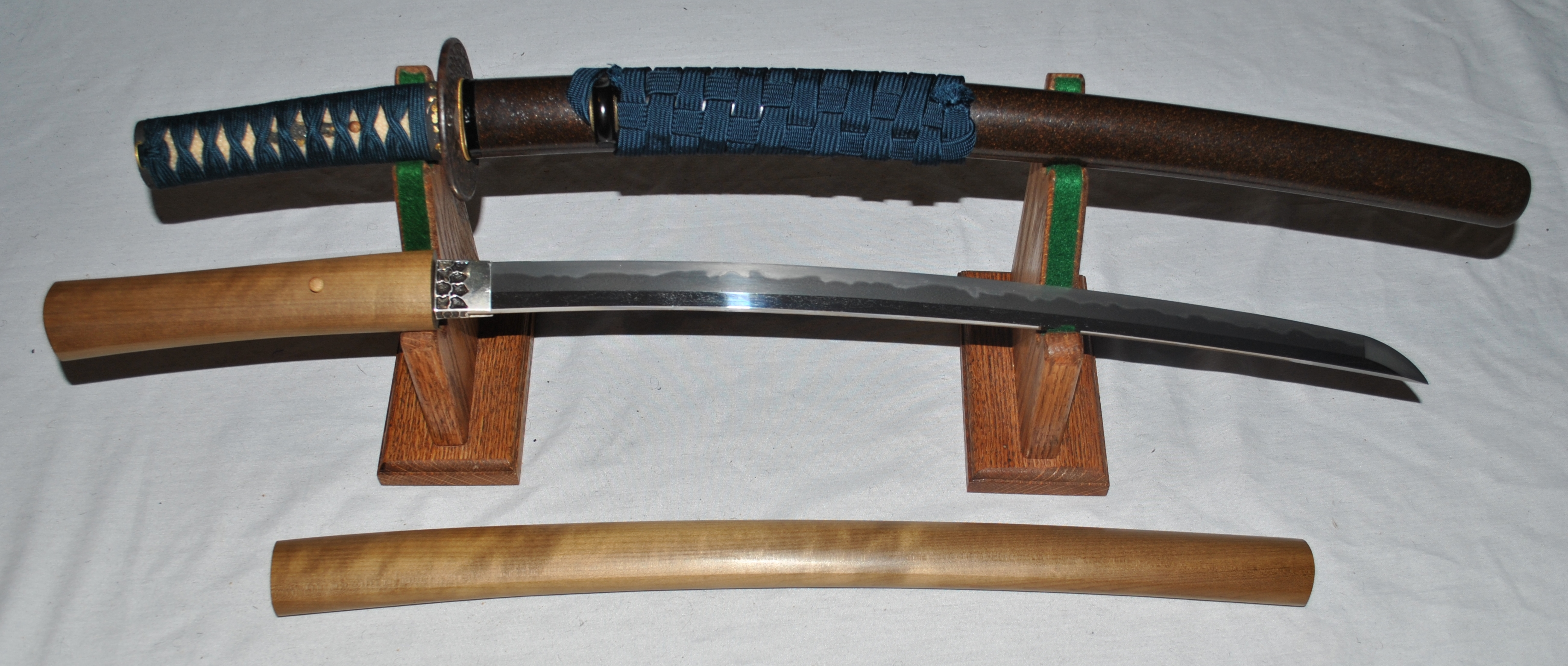
Vakizasi az Edo-korból

A vakizasi (wakizashi, „oldalt betűzött [kard]”), azaz a rövid kard vagy tőr japán kard, a szamurájok hagyományos fegyvereinek egyike, a katana párja és kiegészítője. A pengéje ívelt, 1-2 saku (shaku, 1 saku kb. 31 cm) hosszú, de átlagosan 40–50 cm, a teljes hossza szokott 60–65 cm lenni. Ugyanazzal az eljárással és gondossággal készül, mint a katana, de mivel annál kisebb és a pengéje vékonyabb, így jobb minőségű is, mert a kisebb és vékonyabb acélt jobban lehet kovácsolni. A katanát ritkán hordták magában, szinte elválaszthatatlan kiegészítője volt a vakizasi, a vakizasit viszont gyakran viselték a katana nélkül. A katana és vakizasi párosát daisónak (daisho, „nagy kicsi”) hívják.
Az övbe tűzve viselték, élével felfelé fordítva, hogy a kirántás mozdulatával egyben vágni is lehessen. Amikor egy szamuráj belépett egy házba, a kardját nem vihette be magával, de a vakizasit igen. Többnyire reggeltől estig magukkal hordták, míg a katanát inkább a tartóján hagyták és ritkábban tűzték az övükbe a hétköznapi életben.